# Divisão territorial e administrativa do município de Santa Cruz do Sul
O município de Santa Cruz do Sul é dividido em nove distritos e 36 bairros. Os distritos são a Sede Municipal, Boa Vista, Monte Alverne, São Martinho, Saraiva, São José da Reserva, Rio Pardinho, Alto Paredão, e Área Anexada.

Panorama da cidade em 2022, tirado da zona norte. Ao fundo, da esquerda à direita, pequena parte do Cinturão Verde, a Catedral São João Batista, a Igreja Evangélica de Confissão Luterana, o Lago Dourado, e o Cerro do Botucaraí

## Indicadores Demograficos
| Bairro              | Área (km²) | População (2022) | Bairro           | Área (km²) | População (2022) |
| ------------------- | ---------- | ---------------- | ---------------- | ---------- | ---------------- |
| Aliança             | 4,4453     | 3 143            | Jardim Europa    | 1,7189     | 1 514            |
| Ana Nery            | 1,2784     | 3 872            | João Alves       | 5,4374     | 3 274            |
| Arroio Grande       | 1,9525     | 7 008            | Linha Santa Cruz | 15,3431    | 4 744            |
| Avenida             | 0,6331     | 2 331            | Margarida        | 0,7731     | 2 533            |
| Belvedere           | 0,5203     | 1 295            | Monte Verde      | 0,7099     | 947              |
| Bom Jesus           | 0,8883     | 4 798            | Pedreira         | 1,3373     | 3 710            |
| Bonfim              | 0,9771     | 3 028            | Progresso        | 4,3731     | 276              |
| Castelo Branco      | 0,7767     | 2 256            | Rauber           | 0,6845     | 1 350            |
| Centro              | 2,7863     | 8 915            | Renascença       | 1,0920     | 2 003            |
| Country             | 7,9436     | 1 776            | Santa Vitória    | 1,0002     | 3 376            |
| Do Parque           | 11,2482    | 93               | Santo Antônio    | 0,6135     | 1 869            |
| Dona Carlota        | 5,5143     | 5 120            | Santo Inácio     | 1,6415     | 5 813            |
| Esmeralda           | 3,1009     | 5 367            | Santuário        | 0,6534     | 2 247            |
| Faxinal Menino Deus | 1,3241     | 5 189            | São João         | 1,3867     | 3 951            |
| Germânia            | 9,0613     | 513              | Schulz           | 0,5887     | 2 686            |
| Goiás               | 1,0152     | 3 253            | Senai            | 0,7074     | 3 314            |
| Higienópolis        | 1,4022     | 2 413            | Universitário    | 1,3812     | 4 536            |
| Independência       | 0,3641     | 2 605            | Várzea           | 1,9208     | 1 691            |

## Bairros

### Aliança

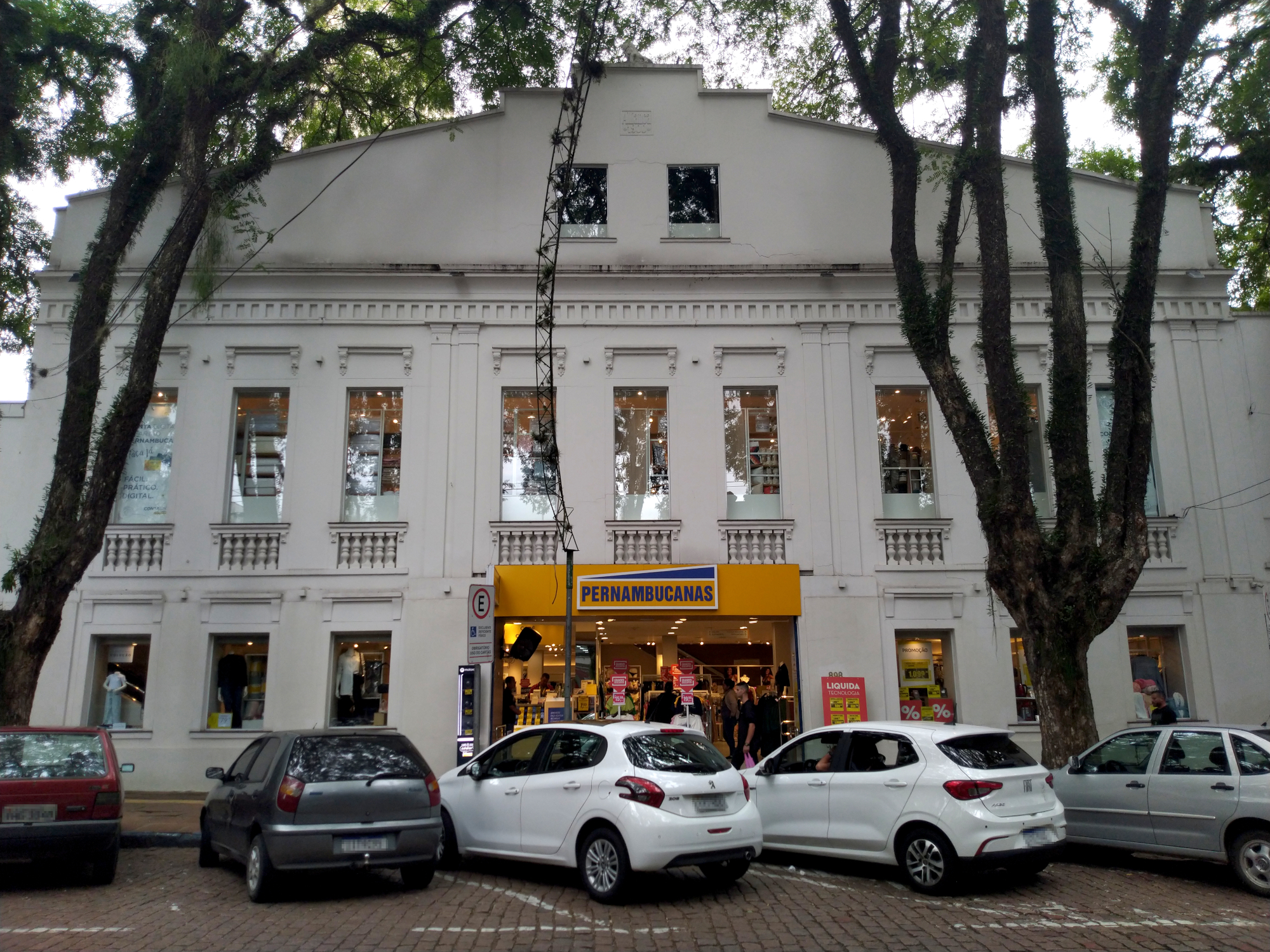
Antiga sede do Clube Aliança, no Centro

Localizado na divisa com o Arroio Grande e o São João, o Aliança teve sua formação em 1980, previamente sendo considerado zona rural do município, região então conhecida como Linha São João da Serra e, antes disso, Kohlöfel. O bairro leva o nome do Clube Aliança Santa Cruz do Sul, cuja sede campestre se instalou no local em 1984. Fundado em 1896 pela Igreja Católica como Aliança Cathólica Santa Cruz como um clube familiar, possuía sede no Centro, na Rua Marechal Floriano, a edificação original abrigando atualmente lojas do comércio local. Em 1964 o clube se desvinculou da Igreja e adotou o nome atual. A instalação da sede no local do bairro trouxe a pavimentação da área, o que contribuiu à formação do bairro.

### Ana Nery
Localizado na zona sul da cidade, faz divisa com o bairro Arroio Grande, do qual já fez parte em divisões anteriores. Na divisão de 2010, passou a ter em sua composição área que até então pertencia aos extintos bairros Figueira, Piratini, e Faxinal. Tem como principal marco o Hospital Ana Nery, que dá nome ao bairro, homenageando Ana Nery, a primeira enfermeira brasileira. Fundado em 1955 pela Sociedade Caritativa Beneficente Ana Nery, criada quatro anos antes, o hospital é referência em oncologia. Foi construído a partir do antigo Hospital Arroio Grande, tendo sido expandido em 1964. O bairro hospeda ainda, além de associações de moradores, a Associação de Assistência a Pacientes Oncológicos e Transplantados (Aapot), e a Associação de Apoio a Pessoas com Câncer (Aapecan).

### Arroio Grande
Localizado na zona sul da cidade, faz divisa com o bairro Ana Nery, que já fez parte do Arroio Grande em divisões anteriores. A área em que está localizado foi concedida em 1840 e teve seus primeiros habitantes por volta de 1855, se desenvolvendo às margens da Estrada Geral para Rio Pardo, atual Avenida Deputado Euclydes Kliemann. Seu nome tem origem no córrego Arroio das Pedras, previamente conhecido na região por Arroio Grande. Teve forte expansão imobiliária a partir da criação do Distrito Industrial em 1960, cujo acesso se dá através do bairro.

### Avenida
Localizado próximo à BR-471, faz divisa com o Universitário. A área pertencia anteriormente ao bairro Várzea, a nova subdivisão recebe seu nome por hospedar o Estádio dos Eucaliptos, inaugurado em 1951, pertencente ao Esporte Clube Avenida, fundado em 1944.

### Belveder
Criado em 1981 em uma parte elevada da zona leste da cidade, boa parte do Belveder é ocupada pelo Cinturão Verde, área de preservação ambiental, do qual se tem uma vista panorâmica da cidade, o que motivou seu nome - "Belveder", que significa "bela vista", em italiano. A ocupação da região se deu a partir da Linha João Alves, que, junto do Country, são ligados ao centro da cidade por ruas que cruzam o Belveder, que por esse motivo contemporaneamente vê intenso fluxo de veículos. Abriga a a Escola Municipal de Ensino Fundamental Frederico Assmann, além da Escola Municipal de Educação Infantil Raio de Sol. Algumas regiões do bairro sofrem de forma recorrente com risco de deslizamentos.

### Bom Jesus
Situado na zona oeste da cidade, abaixo do Goiás e ao lado do Centro, o Bom Jesus cresceu a partir da instalação da antiga fábrica da Souza Cruz no local, em região que era conhecida como Camboim, à qual pertencia também a área hoje atribuída ao bairro Senai, desmembrado em 1998. A região também já foi conhecida como Entrada Bom Jesus e Linha Bom Jesus. É considerado vulnerável devido a elevados índices de criminalidade, que já foram maiores no passado - a Brigada Militar chegava a ser recebida a tiros no bairro, antes da operação "Convivência em Harmonia", realizada em 2007 e 2008, em que 300 policiais acamparam no bairro. O bairro hospeda  duas escolas, duas creches e dois postos de saúde. Além de associações de moradores, hospeda também a Associação Comunitária Pró Amparo do Menor (Copame), fundada em 1984, bem como a  Associação de Auxílio aos Necessitados (Asan), fundada em 1948.

### Bonfim
Localizado na divisa sul com o Centro, o Bonfim é um bairro majoritariamente residencial. Metade da área do bairro é ocupada pelo 7º Batalhão de Infantaria Blindado, estabelecido na região desde 1944, e que já possuiu diversas outras denominações.

### Castelo Branco
Criado em 2009 e localizado na zona sul do município, entre o Ana Nery e o Distrito Industrial, o Castelo Branco engloba área anteriormente pertencente ao Santo Antônio e ao antigo Vila Nova. Abriga a Escola Municipal de Ensino Fundamental Normélio Egídio Boettcher, com capacidade para 330 alunos.

### Country
Situado em região elevada do município e entornado pelo Cinturão Verde, o Country é assim nomeado por hospedar o Santa Cruz Country Club (SCCC), um clube fundado em 1959 e cuja área ocupa 50 hectares, incluindo um campo de golfe com dezoito buracos, o único do interior do Rio Grande do Sul. O SCCC é apenas um dos diversos clubes localizados no bairro, que inclui, mas não se limita à Associação Atlética do Banco do Brasil (AABB), fundada em 1962. O bairro é majoritariamente residencial, marcado por condomínios fechados e de alto padrão.

### Centro

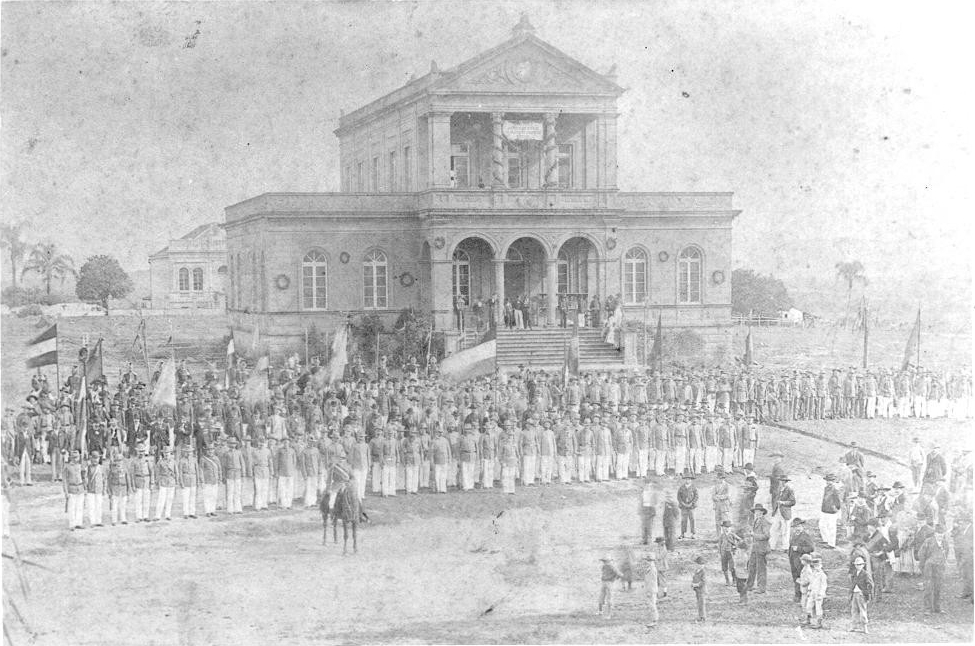
Cerimônia de inauguração do Palacinho da Prefeitura, em 1892, no atual bairro Centro

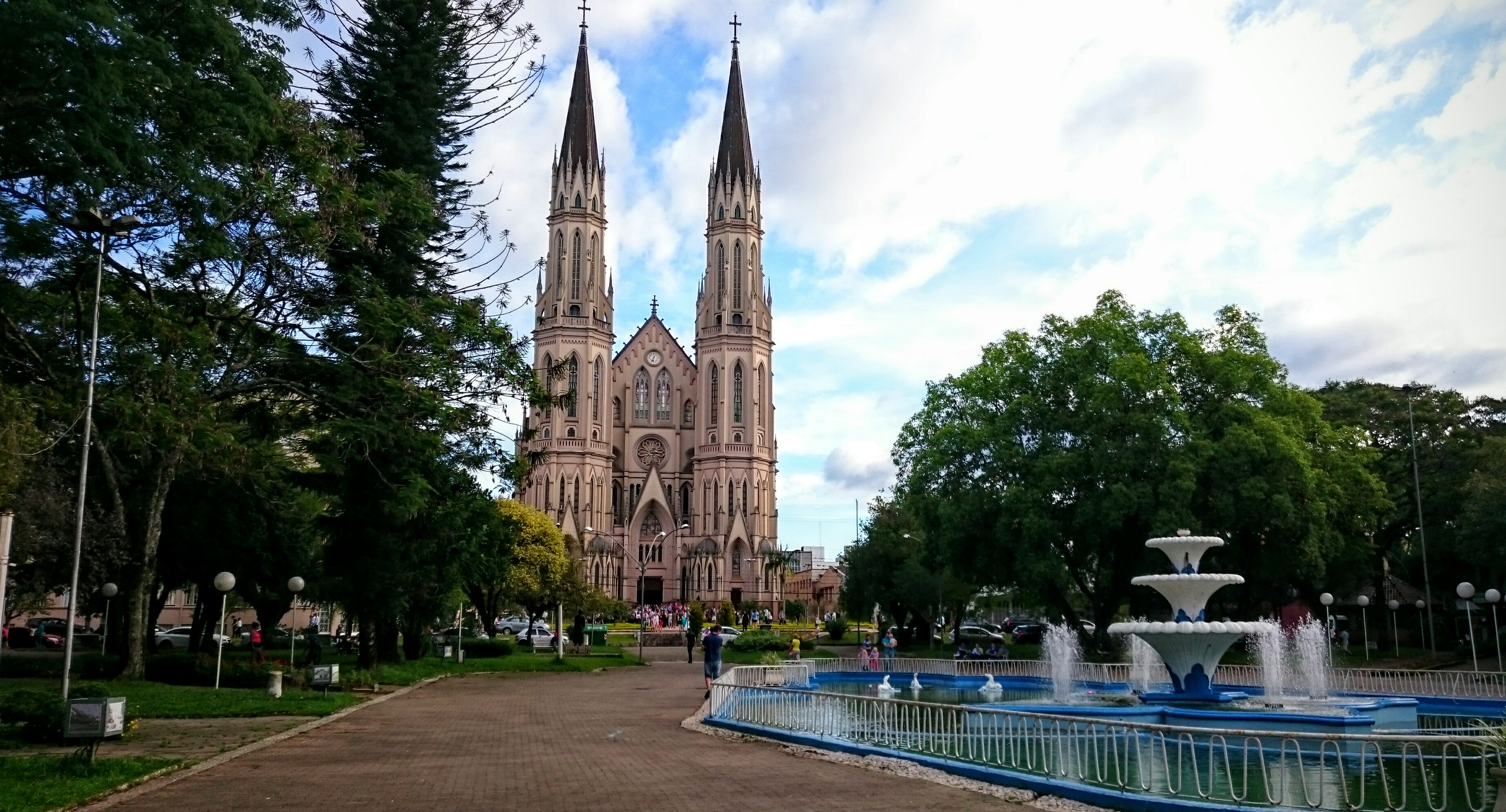
A Catedral São João Batista vista da Praça Getúlio Vargas, no atual bairro Centro

Situado na região central da cidade e berço de sua área urbana, o Centro hospeda importantes marcos turísticos e históricos, incluindo mas não se limitando à Catedral São João Batista, a Estação Férrea de Santa Cruz do Sul, e o Parque da Oktoberfest. Foi no Centro em que a Câmara Municipal foi instalada em 28 de setembro de 1878, em rua que atualmente leva o nome dessa data. Além da câmara, o bairro hospeda também o Palacinho da Prefeitura, na atual Praça da Bandeira, que já levou os nomes de Praça Simões Lopes e Praça do Carvalho, antes do nome atual ser oficializado em 1900. Outro importante espaço de lazer do município localizado no Centro é a a Praça Getúlio Vargas, localizada em frente à Catedral, e que já fora nomeada Praça de São Pedro e Praça da República. Dentre outras instalações de relevo que ocuparam originalmente a área central estão alguns dos principais clubes e escolas da cidade - Aliança e União, e Mauá e São Luís, respectivamente. Antes de ser oficializado como bairro, o espaço já fora conhecido por Faxinal de João Faria e Povoação de São João de Santa Cruz. Contemporaneamente, o bairro possui forte ocupação comercial, com concentração de pubs e bares.

### Dona Carlota
Localizado às margens da BR-471 em direção a Rio Pardo, parte do distrito industrial, seu nome provém de Carlota Pedroso Barreto Lewis, antiga dona das terras onde o bairro se localiza. Carlota foi neta de João Pedroso de Albuquerque, que se estabelecera em Rio Pardo em 1790, filha de Manoel Pedroso de Albuquerque, o Visconde de Alegrete, e casada com o norte-americano Guilherme Lewis Green, empreiteiro da primeira igreja católica de Santa Cruz. Localizado no bairro está o Residencial Viver Bem, lar de 900 famílias.

### Do Parque
Criado em 2010, localiza-se no extremo sul da cidade, junto à zona rural do município, do Parque de Eventos, que sedia eventos tradicionalistas, shows e rodeios, e do Autódromo Internacional de Santa Cruz do Sul. No ano de sua criação, contava com menos de cem moradores.

### Esmeralda
Localizado na zona sul da cidade, o bairro foi criado em 1981, a partir do conjunto habitacional Jardim Esmeralda, que começara a receber construções em 1978. Antes, parte da área pertencia aos antigos bairros Vila Nova e Liberdade. Majoritariamente residencial e com algum comércio, o bairro hospeda a Escola Estadual de Ensino Médio José Mânica, além de uma Unidade de Pronto Atendimento, inaugurada em 2016.

### Faxinal Menino Deus
Localizado na zona sul da cidade, o Faxinal Menino Deus é o quarto maior bairro em número de habitantes. O bairro possui uma associação de moradores, hospeda o presídio regional da cidade, além de escolas como o Centro Social Urbano e a Escola Estadual de Ensino Médio Willy Carlos Fröhlich, conhecida como Polivalente, fundada em 1971 e que contempla 750 estudantes no ensino médio.

### Germânia
Localizado às margens da RSC-287, que o separa do Renascença, o Germânia foi criado em 2010, sendo um dos mais novos bairros da cidade, seu nome sendo uma homenagens aos imigrantes alemães que a colonizaram. Antes de sua criação oficial, a área era conhecida como Entrada Rio Pardinho, e uma parte pertencia ao então Linha Travessa/Aeroporto. O bairro apresenta um perfil misto, com a presença de indústrias, empresas, loteamentos residenciais, além de unidades de produção agropecuária. É no Germânia que inicia-se a Rota Germânica do Rio Pardinho, uma rota turística. Dentre as edificações históricas do local destaca-se a Clínica Vida Nova, também conhecida por Sanatório Kaempf, fundado em 1889 pelo médico alemão Carl Hermann Eduard Kämpf como Natur-Heilanstalt Santa Cruz - do alemão, Hospital de Cura Natural Santa Cruz. O prédio original foi expandido até 1910, e atualmente encontra-se abandonado.

### Goiás
Localizado próximo à estação rodoviária e à entrada da cidade, faz divisa com o bairro Centro, do qual já foi uma subdivisão. Seu nome tem origem na Escola Estadual de Educação Básica Estado de Goiás nele localizado, fundada em 1902 sob o nome de Colégio Distrital, renomeada em 1947 para Estado de Goiás e em 2000 para o nome atual.

### Higienópolis
Localizado próximo ao centro da cidade, abriga importantes atrações turísticas e de lazer, como Tênis Clube Santa Cruz, o Estádio dos Plátanos, e o Parque da Gruta. Parte de sua área atual era conhecida como Chácara das Freiras, a origem de seu nome atual sendo desconhecida, mas atribuída à presença no atual Parque da Gruta da antiga hidráulica que abastecia a cidade, o nome significando "local de higiene". Parte da expansão imobiliária do bairro é atribuída à presença do Colégio Mauá, instituição de ensino com mais de dois mil alunos e 40 mil metros quadrados, transferido do centro da cidade ao Higienópolis em 1980.

### Independência
Localizado a oeste dos bairros Renascença, Avenida, e Universitário, às margens da BR-471, o Independência recebe o nome da avenida homônima que o cruza. Tal qual os bairros vizinhos, parte da região originou-se da venda das terras da Chácara dos Meinhardt, sendo um dos primeiros a receber a imigração de colonos alemães. O local já fora conhecido também como Cohab. O bairro possui uma associação de moradores, a Associação Comunitária Amigos Núcleo Independência, além de um clube de mães, o Clube de Mães Independência, fundado em 1983, e que dá manutenção em uma capela local.

### Jardim Europa
Localizado em região elevada diretamente conectada à entrada da cidade, antigamente parte de Linha Santa Cruz, o nome do bairro advém do loteamento homônimo estabelecido na região na década de 70, cujas ruas levam o nome de países europeus. Os primeiros registros de moradores na região remontam a 1856, quando o local era conhecido como Picada Velha - posteriormente, fora conhecido também como Alto Três Barulhos. Contemporaneamente, o bairro observa franca expansão mobiliária, principalmente na forma de condomínios fechados - uma década após o censo de 2010, onde registrou pouco mais de quinhentos habitantes, o número de moradores quase triplicou. Além das residências e de empreendimentos comerciais que surgiram com a expansão do bairro, o mesmo hospeda também a sede campestre do União Corinthians, antigo Clube União.

### João Alves
Situado na zona leste da cidade, o João Alves foi criado como bairro independente em 2010, até 1998 sendo zona rural, e depois pertencendo à zona urbana como parte do bairro Country, a região sendo conhecida como Linha João Alves. Quando foi criado, contava com pouco mais de 300 habitantes. Não houve novo recenseamento nos doze anos seguintes, mas o número de unidades habitacionais em 2022 era de 3 025, indicando largo crescimento do bairro.

### Linha Santa Cruz

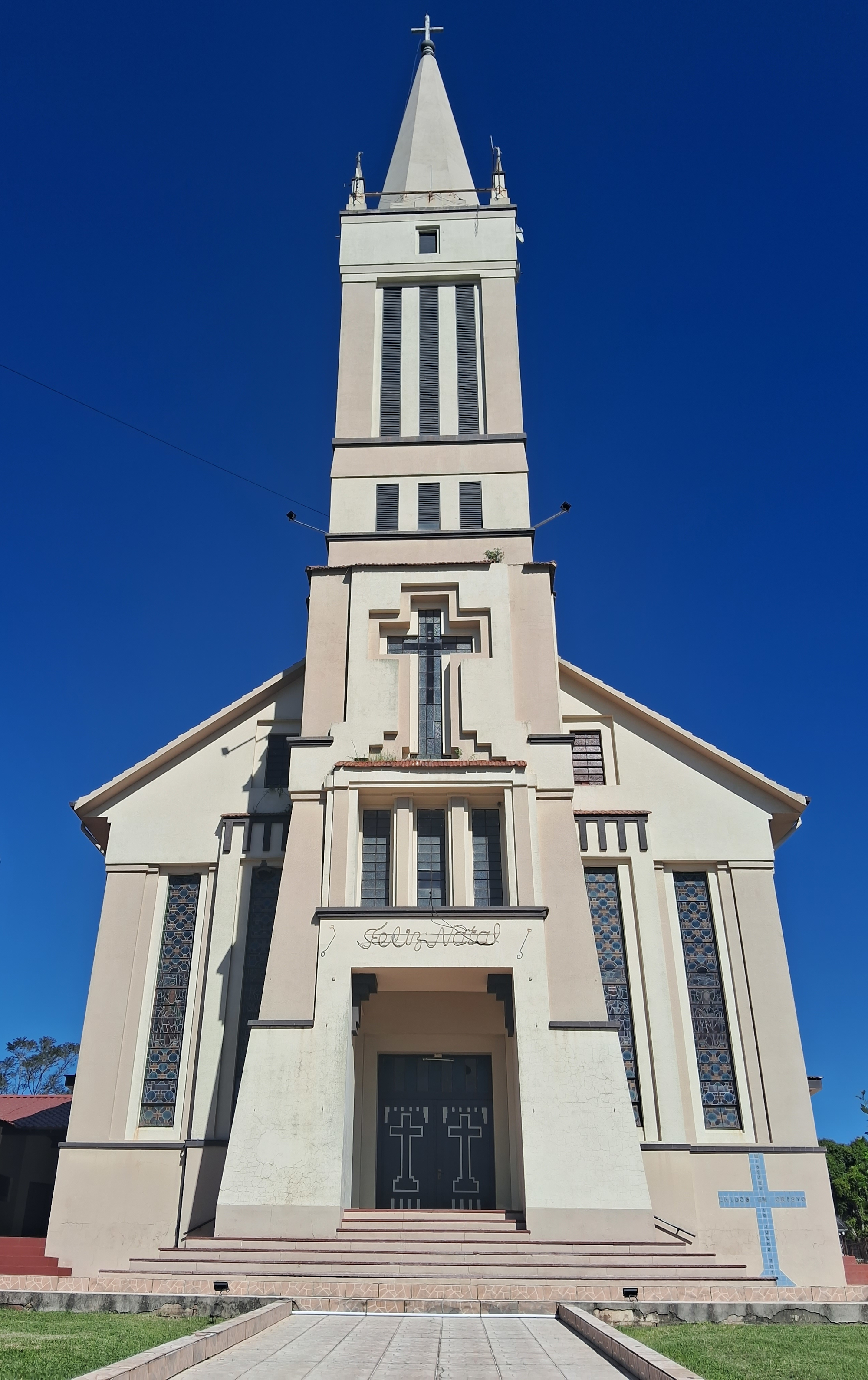
Paróquia Santos Mártires das Missões, em Linha Santa Cruz

Localizado no limite norte da zona urbana, o bairro foi o primeiro a ser colonizado na região, sendo conhecido à época como Picada Velha, ou Alte Pikade em alemão. O bairro sediou alguns dos primeiros estabelecimentos da cidade, como a Escola Estadual Affonso Pedro Rabuske, a primeira da cidade, fundada em 1853. Desde 1961 sedia também o Aeroporto de Santa Cruz do Sul, que em 2022 contava com voos comerciais de passageiros regulares para Porto Alegre. Desde 1974 uma mudança do perfil rural para urbano tem acelerado, e de 1990 até 2020 o número de moradores cresceu drasticamente. O bairro é cortado pelos primeiros quatro quilômetros da ERS-418, iniciando-se em entroncamento com RSC-287. O trecho foi municipalizado em 2018 sob o nome de Avenida Prefeito Orlando Oscar Baumhardt. Localiza-se nesse trecho a Paróquia Santos Mártires das Missões, administrada pela diocese de Santa Cruz do Sul.

### Margarida
Situado às margens do cinturão verde, o bairro existe desde 1998, o nome atual sendo atribuído à flor homônima, Coreopsis lanceolata, presente na região. Até 2010 era denominado Margarida/Aurora, sendo também conhecido como Moinho, por abrigar, antigamente, um moinho de milho do imigrante alemão Peter Assmann, chegado à cidade em 1850, moinho este que também dá nome a uma das ruas mais antigas da cidade, a Rua do Moinho, e a um arroio também localizado no bairro, o Arroio do Moinho. Este e demais arroios serviam como áreas de banho no início do século XX, hoje não mais utilizados para tal fim. O bairro abriga ainda projetos sociais diversos.

### Monte Verde

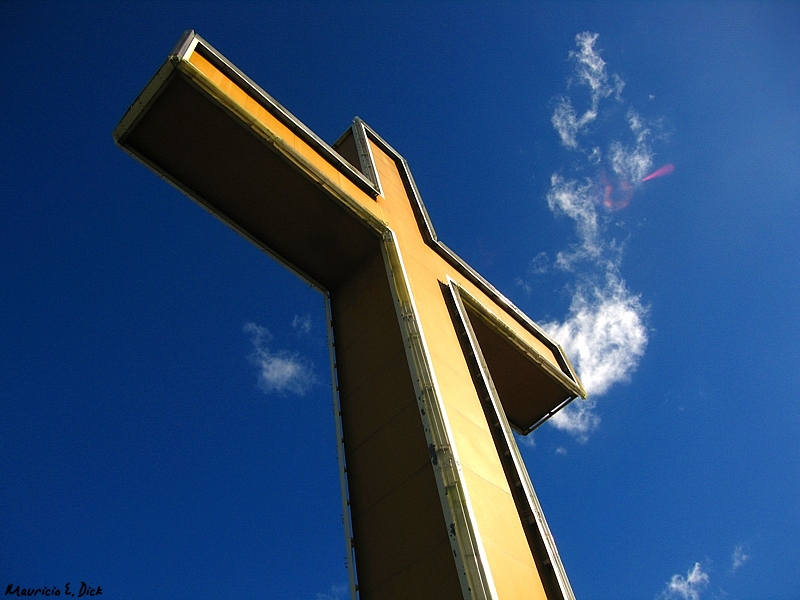
A cruz localizada no Monte Verde

De caráter residencial e com baixa verticalização, o Monte Verde está localizado na zona leste da cidade, boa parte de sua área sendo ocupada pelo Cinturão Verde, área de preservação ambiental. Abriga o Parque da Cruz, destino turístico inaugurado sob certa controvérsia em 1996, composto por paredes de basalto, arenito e bauxita de 40 metros de altura, com mais de 60 milhões de anos, onde operava uma pedreira até a década de 80, e no topo das quais localiza-se contemporaneamente um mirante com vista panorâmica para o centro da cidade, além de uma cruz de 20 metros de altura, iluminada à noite. O local também é conhecido como "Monte Tabor", uma referência bíblica ao monte homônimo.

### Progresso
Localizado na zona sul da cidade, às margens da BR-471 e do Distrito Industrial, foi criado em 2010, e ocupa as regiões previamente conhecidas por Bairro Capão da Cruz e Vila Santo Antônio do Sul. O nome faz alusão às indústrias instaladas próximas dali, sendo escolhido também para substituição da denominação anterior, considerada pejorativa. O bairro é composto por residências, comércio, e unidades de produção agropecuária. A região teve sua ocupação iniciada na década de 70, com a instalação da indústria de fumo no Distrito Industrial, que atraiu trabalhadores ao local previamente ocupado pela ferrovia que ligava a cidade à de Rio Pardo, inaugurada em 1905 e desativada desde 1965. As faixas de terra de 15 metros de largura que corriam paralelamente à antiga estrada férrea foram inicialmente ocupadas por casebres.

### Pedreira
O Pedreira localiza-se na zona oeste da cidade e foi inicialmente constituído de chácaras, como a Chácara dos Americanos, e de duas pedreiras que dão nome ao bairro e à sua principal via, a pedreira João Kern e a e Benedito Fernando Goldschmidt. O bairro começou a ser mais amplamente ocupado na década de 1920, quando lá se situaram as primeiras famílias, que incluem os Schoepf, Goldschmidt, Lawisch e Santos. Possui ampla área verde com fontes de água, utilizadas pela Souza Cruz em 1917 e que contemporaneamente abastecem o município. Ocupa área que já pertencera a diversos outros bairros, dentre eles o extinto Bela Vista, Senai, Bom Jesus, e Faxinal Menino Deus.

### Rauber
Criado em 1998, na zona sul da cidade, localiza-se entre o Distrito Industrial e a zona rural do município. Localiza-se lá a Escola Municipal de Ensino Fundamental José Leopoldo Rauber.

### Renascença
Localizado na entrada da cidade às margens da RSC-287, ao lado do Universitário e próximo à mata nativa, o Renascença é assim chamado após votação popular para nomear o local previamente conhecido como Beco da Querosene, pois lá não havia luz e os moradores utilizavam lampiões de querosene. O nome é atribuído ao Arroio Lajeado que por lá corre e que haveria "renascido". O bairro tem visto forte expansão imobiliária com a chegada da Unisc ao bairro vizinho.

### Santa Vitória
Criado em 2010 com a união dos antigos bairros Harmonia, Cristal, Glória e Imigrante e nomeado mediante sugestão dos moradores, o Santa Vitória localiza-se na zona sul da cidade, próximo à BR-471, sendo um dos mais populosos do município. A união dos antigos bairros veio para possibilitar o direcionamento de mais recursos à região, dado o maior número de habitantes após a unificação, que carecia de infraestrutura e, apesar de maiores investimentos, segue classificado como um bairro carente. Possui um Centro de Referência de Assistência Social (Cras) que atende cerca de 5 mil famílias, inclusive de outras regiões.

### Santo Antônio
O Santo Antônio foi criado em 1991 a partir de área até então pertencente ao Arroio Grande, com que faz divisa norte, seu nome advindo de uma paróquia local. Se desenvolvera às margens da Avenida Deputado Euclydes Kliemann, então conhecida como Estrada Geral para Rio Pardo. Da mesma forma que os bairros vizinhos, viu expansão imobiliária a partir da instalação da Excelsior Alimentos e, principalmente, do Distrito Industrial, na década de 60. A partir dessa expansão foi inaugurada pelo bispo Alberto Etges a capela homônima ao bairro, em 26 de fevereiro de 1965. Em 2009, absorveu partes do Arroio Grande e do antigo bairro Vila Nova.

### Santo Inácio
Localizado a menos de 2 km do centro da cidade, faz divisa com o bairro Universitário, e tem sua origem em decreto de 1990 que delimita e dá nome à área previamente conhecida como Três Barulhos. Seu nome foi definido por desejo dos membros da Comunidade Santo Inácio, vinculada à paróquia homônima já existente no local. Parte de sua área foi, até 2010, um bairro independente chamado Verena, incorporado ao Santo Inácio por meio de um plebiscito no mesmo ano.

### Santuário
Localizado às margens da BR-471, o Santuário foi criado em 1990, seu território pertencendo até então ao Bom Jesus. O nome do bairro vem do Santuário de Schoenstatt, erguido no local em 1977, com missa inaugural do bispo Alberto Etges. Em 2022, o antigo santuário foi incorporado à então inaugurada Escola Municipal de Educação Infantil Mãe de Deus, uma nova capela sendo erguida no bairro Goiás no ano seguinte. Em 2021 foi inaugurado o Loteamento Mãe de Deus no bairro, abrigando 284 famílias oriundas de áreas da cidade em situação de risco. Localiza-se no bairro também o afloramento de Schoenstatt, do qual já foram extraídos mais de 300 fósseis, predominantemente de cinodontes.

### São João
Localizado na zona sul da cidade e criado em 1998, tem seu nome advindo de uma de muitas das antigas olarias lá instaladas, a Olaria São João Jacobs. Ao São João foi incorporado, em 2011, o antigo bairro Ohland.

### Senai
Localizado entre os bairros Ana Nery, Bom Jesus, Centro, Goiás, e Schulz, o Senai é assim nomeado devido à escola do Serviço Nacional de Aprendizagem Industrial (Senai) instalada no início dos anos 50 na localidade, que já se chamou Camboim e Bom Jesus. Junto à escola foi construído o primeiro conjunto de habitação popular da cidade, a Vila Operária ou Vila Sesi, destinada ao Serviço Social da Indústria (Sesi).

### Schulz
Localizado entre o Centro e a BR-471, o bairro é majoritariamente residencial, seu nome sendo uma referência à família que o fundou - Emílio e Bertha Kaddatz Schulz, vindos da Pomerânia em 1872 e casados em 1882, se estabeleceram no local e dedicaram-se à agricultura e à pecuária de leite. Venderam as terras gradativamente até deixarem o local - ainda zona rural do município - em 1930, razão pela qual a região ficou conhecida como Vila Schulz, denominação utilizada contemporaneamente, sendo o nome oficial Bairro Schulz. Abriga o Centro de Tradições Gaúchas (CTG) Lanceiros de Santa Cruz, fundado em 1961, a sede atual datando de 2003, a anterior tendo sido arruinada em uma tempestade.

### Universitário

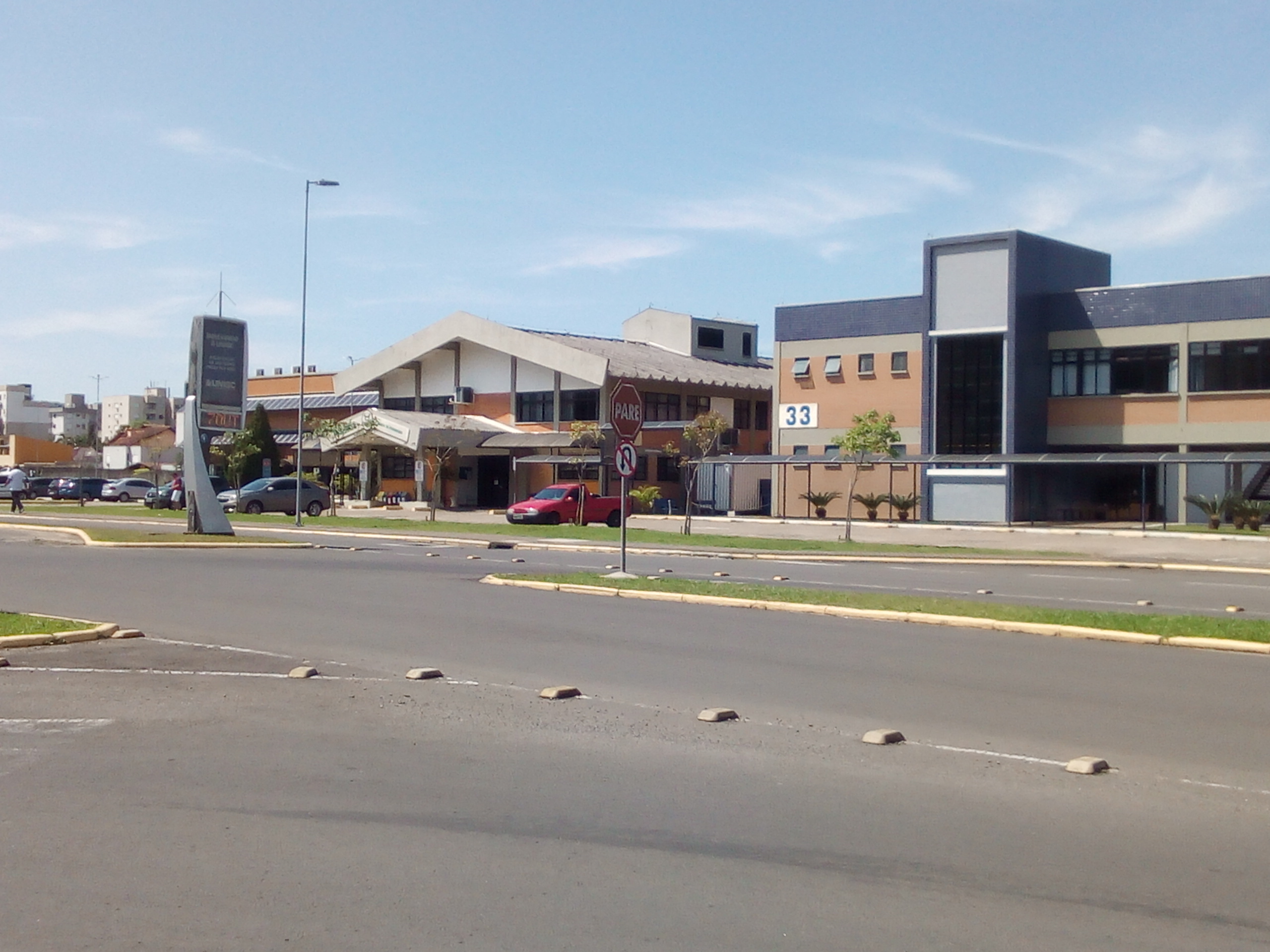
Campus da UNISC

Localizado entre os bairros Santo Inácio e Independência, tem seu nome por abrigar a Universidade de Santa Cruz do Sul, lá instalada em definitivo em 1993, com alguns cursos da antiga Associação Pró-Ensino em Santa Cruz do Sul para lá migrados desde 1980. A universidade é também um dos principais motivos atribuídos à sua expansão imobiliária. A área que abriga o bairro já foi denominada Entrada Rio Pardinho, e também Bairro Avenida.

### Várzea
Localizado além da BR-471 em região de alagamento próxima ao Rio Pardinho, o Várzea é um dos maiores bairros da cidade em área total. Parte de sua área atual contempla o extinto bairro Navegantes, e outra fatia de terra que já pertencera ao Várzea hoje pertence ao Universitário. O Várzea abriga o Lago Dourado, reservatório artificial de água que abastece a cidade em tempos de estiagem, e boa parte de sua área é ocupado por dois piscinões - áreas de inundação que separam o Rio Pardinho da parte habitada do bairro.

## Distritos

### Sede Municipal
O primeiro distrito, a Sede Municipal, além de englobar os 36 bairros da zona urbana, descritos acima, inclui comunidades da zona rural, descritas abaixo.

#### Linha Pinheiral
Linha Pinheiral faz divisa com os municípios de Venâncio Aires e Passo do Sobrado, sendo subordinada à subprefeitura de Linha Santa Cruz. Está localizada às margens da atual RSC-287, entre os quilômetros 93 e 97, em direção a Porto Alegre. A habitação da região precede a rodovia, pavimentada na década de 60. A estrada de chão que por ali passava era conhecida por Estrada Geral ou Estrada do Daer. Correm pela região os arroios Schmidt I e II. Abriga a Escola Estadual de Ensino Fundamental Sagrada Família - um educandário centenário, que em 2024 contava com 132 alunos. Seus primeiros registros datam de 1915, enquanto escola particular nomeada Deutsch Schule Pinheiral, posteriormente municipalizada e, depois, passada ao estado; as aulas eram ministradas onde atualmente se localiza um cemitério, em uma estrutura de capela. O terreno fora doado pela Arquidiocese de Porto Alegre, em 1975, por Alberto Etges. A região é lar ainda de um clube de futebol amador, a Associação Esportiva e Recreativa Pinheiral, fundada em 1997 da união do Esporte Clube Pinheiral com o Esporte Clube Palmeiras, e cujo estádio, nomeado Guilherme Rabuske em homenagem ao doador da terra, fora fundado em 2001. É terra natal do jogador Pedro Henrique Konzen. Referências do comércio local incluem a casa colonial LisaRuth, nomeada em homenagem às fundadoras Elisa e Ruth, os mercados Schuster, além dos extintos salões (bailes) Ullrich e Schwerz.

### Monte Alverne
Localizado 27km a nordeste do centro da cidade, próximo a Venâncio Aires, Monte Aleverne, 3º distrito de Santa Cruz do Sul, possuía, em 2024, uma população aproximada de 4,6 mil habitantes. O principal acesso do centro da cidade se dá pela ERS-418, rodovia Arno Frantz. Os primeiros habitantes chegaram no ano de 1861, de países da Europa e das colônias de São Leopoldo e Santa Cruz. À época, a região era conhecida como Rio Thal, e pertencia ao município de Taquari, vinculado a Santo Amaro (atual General Câmara), havendo pertencido também ao município de Rio Pardo, vinculado à Freguesia de Santa Cruz, antes de ser integrada como distrito de Santa Cruz em 1878, mediante emancipação da cidade. O difícil acesso durante os primeiros anos atrofiou o crescimento da região, uma ligação ao Rio Taquari sendo proposta, mas arquivada mediante dificuldades políticas para desapropriação de terras.
Contemporaneamente, a região abriga três escolas municipais, uma estadual - o Colégio Estadual Monte Alverne, com 300 alunos - e outra de educação infantil, além de um hospital filantrópico - o Hospital Monte Alevene, referência para 62 municípios próximos, tendo realizado 1 797 internações, além de 7,7 mil procedimentos ambulatoriais e 66 cirúrgicos por mês, em 2023. A história da infraestrutura local tem em comum a atuação do médico suíço Pedro Eggler, nascido em 1886, que instalara tanto uma clínica que seria embrião do atual hospital, em 1917, como o primeiro prédio do Grupo Escolar Monte Alverne, em 1939, transformado em 1978 no atual Colégio Estadual Monte Alverne. Eggler faleceria em 1947. Em 1929 foi fundada a Sociedade Beneficente Rio Thal, que em 1957 deu origem ao atual hospital, declarado utilidade pública em 2018. Possui ainda uma sociedade esportiva fundada em 1902, a Sociedade Esportiva Cultural Monte Alverne, além de uma paróquia, a Paróquia de Nossa Senhora de Lourdes, e um templo da Igreja Evangélica de Confissão Luterana no Brasil, fundado em 1932, além do Departamento de Futebol Monte Alverne, fundado em 1978 e que em 2024 possuía 32 clubes associados.

### Rio Pardinho

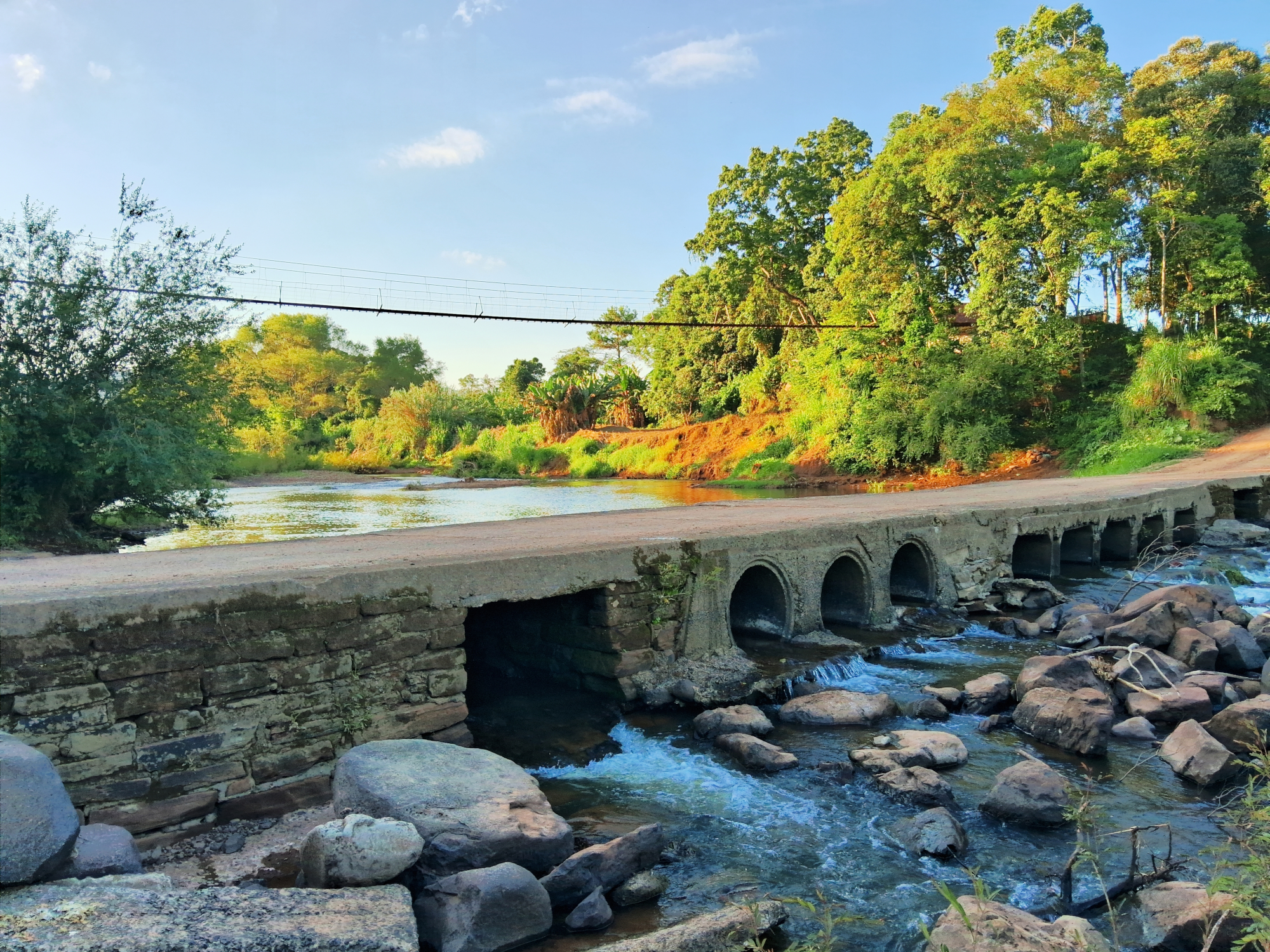
Ponte pênsil em balneário do Rio Pardinho, no distrito homônimo

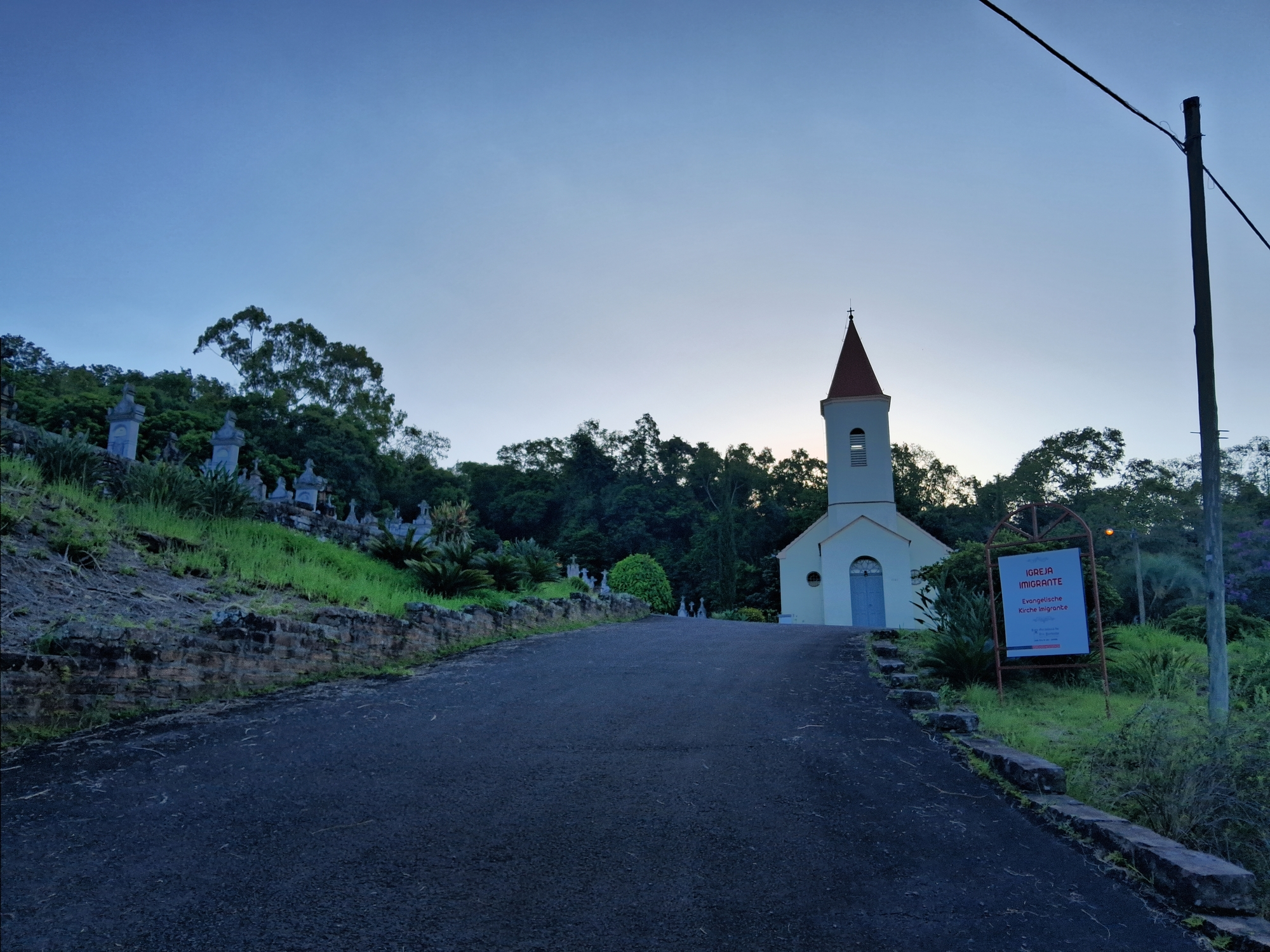
A Igreja Evangélica Imigrante, construída em 1866 em pedra grês

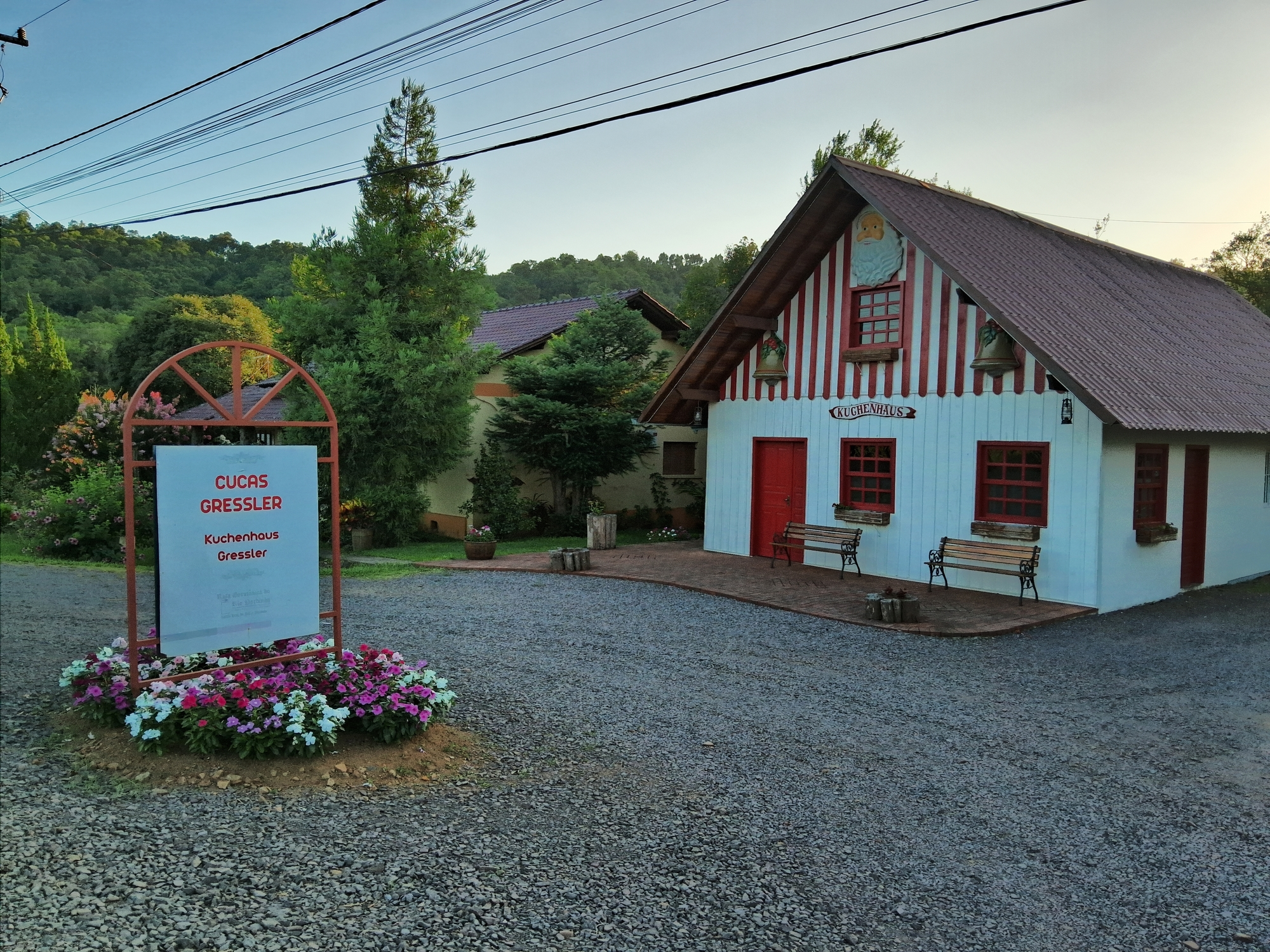
A kuchenhaus Cucas Gressler, atração da Rota Germânica do Rio Pardinho

Situado a 16km a noroeste do centro da cidade, antes do município de Sinimbu, Rio Pardinho, 9º distrito, possuía, em 2024, aproximadamente 3 mil habitantes. Inicialmente colonizado por imigrantes de Hamburgo em dezembro de 1851, a região era conhecida como Neue Pikade - do alemão, Picada Nova, em contraste com Linha Santa Cruz, a Picada Velha, colonizada 3 anos antes. Uma estrada de chão ligando as duas picadas fora construída um ano antes da chegada dos imigrantes na Picada Nova, em 1848. A estrada, chamada Linha Travessa, segue ligando as duas regiões. O então diretor da colônia de Santa Cruz, João Martin Buff, foi responsável pelo assentamento das famílias na região, enquanto na Alemanha o agente de imigração responsável foi Peter Kleudgen.
Em 1852, quatro novos navios de imigrantes chegaram na região, novamente sob a organização de Kleudgen. O quarto navio naufragou próximo da Inglaterra, mas os sobreviventes seguiram viagem em outro navio. Os primeiros assentamentos consistiam de cabanas e moradias rudimentares, posteriormente casas enxaimel foram construídas, algumas ainda preservadas, as casas em arenito surgindo apenas em 1870. A região hospeda a Igreja Evangélica Imigrante - construída em 1866 pelos moradores com pedras de arenito, é a mais antiga do Rio Grande do Sul, a torre sendo adicionada em 1890.
Em janeiro de 2024, Rio Pardinho era o distrito que mais contribuía ao ICMS do município. Dentre suas indústrias, destacam-se as do setor alimentício e de tabaco, incluindo os frigoríficos Schender e Panke, além da fumageira Tobacco House. O distrito faz parte da Rota Germânica do Rio Pardinho, com atrações culturais e gastronômicas, incluindo a kuchenhaus Cucas Gressler. Banhado pelo Rio Pardinho, o distrito possui balneários e pontes pênseis que servem de atração local. Possui ainda um time de futebol amador, o FC Rio Pardinho.
No fim de abril e início de maio de 2024, o distrito sofreu alagamento severo, causado pelo transbordo do Rio Pardinho durante grandes enchentes ocorridas naquele ano.

### São Martinho
Trinta e três quilômetros ao norte do centro da cidade, em região serrana, está São Martinho, o quarto distrito, nomeado em homenagem ao santo homônimo. Com acesso pela ERS-418, através de Linha Santa Cruz, e posteriormente por estrada de chão, a Linha São Martinho, o distrito foi estabelecido em 22 de julho de 1994, mediante a lei 2 631. No censo de 2022, possuía 640 habitantes, distribuídos em 299 imóveis residenciais. Possui dois clubes de futebol amador, o Esporte Clube Guarani e o São Martinho, ambos com campo próprio, sendo aquele fundado em 1965 e esse em 1958. Abriga a Escola Municipal de Ensino Fundamental Cardeal Leme, fundada em 1899 por imigrantes alemães, nomeada em 1998 em homenagem a Sebastião Leme, com 90 alunos. Abriga ainda os salões Butzge, Wehner e Kelzenberg.

### Alto Paredão
Cinquenta quilômetros a nordeste do centro da cidade encontra-se o distrito de Alto Paredão, o mais distante da sede municipal. É também o ponto mais alto do município, com uma elevação de 673 metros acima do nível do mar. Com acesso pela ERS-418, no censo de 2022 abrigava 1 203 habitantes. A área rural do distrito é voltada principalmente ao cultivo do tabaco, em consonância com o resto do município. Possui uma subprefeitura e serviços básicos, sem infraestrutura de telefonia móvel. Abriga uma igreja, da Comunidade Católica Santa Catarina, o Centro de Tradições Gaúchas José Antônio Severo, e uma associação de moradores, a Associação Pró-Desenvolvimento do Alto Paredão. O distrito é palco da música tradicionalista Tordilho Negro.